# Vidrio de carnaval

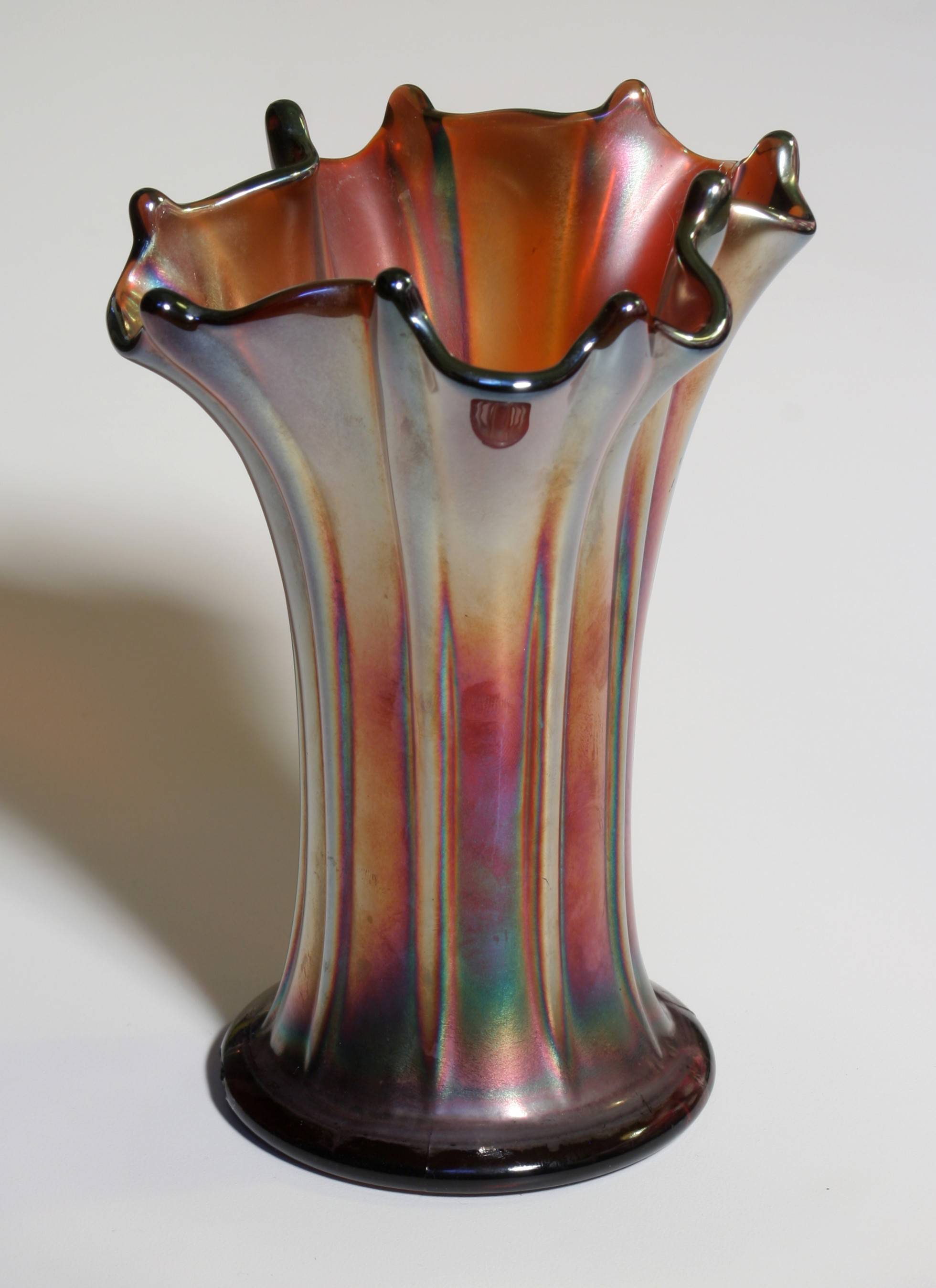
Un jarrón de cristal de carnaval.

El vidrio de carnaval es un vidrio moldeado o prensado al que se ha aplicado un brillo iridiscente en la superficie. Antes se le llamaba vidrio aurora, vidrio dope, vidrio arco iris, vidrio tafetán y, despectivamente, "el Tiffany de los pobres". En los años cincuenta, los coleccionistas adoptaron el nombre de vidrio de carnaval, ya que a veces se regalaban objetos de este tipo en carnavales, fiestas y ferias. Sin embargo, todo indica que la gran mayoría fue adquiridapor los hogares para iluminar sus casas en una época en la que sólo la clase acomodada podía permitirse una iluminación eléctrica brillante, ya que su acabado capta la luz incluso en los rincones oscuros. Desde principios del siglo XX, el vidrio de carnaval se produjo en masa en todo el mundo, pero en gran parte y en un principio en Estados Unidos. Alcanzó su máxima popularidad en la década de 1920, aunque todavía hoy se produce en pequeñas cantidades.
El vidrio de carnaval obtiene su brillo iridiscente de la aplicación de sales metálicas mientras el vidrio está aún caliente tras el prensado. Se diseñó para que se pareciera al vidrio iridiscente soplado, mucho más fino y caro, de fabricantes como Tiffany. Se fabricaban objetos funcionales y ornamentales con el acabado carnavalesco y los motivos iban de lo simple a lo pictórico y figurativo, pasando por lo geométrico y los estilos "tallados". Se produjo una amplia gama de colores y combinaciones de colores; los colores poco utilizados pueden alcanzar precios muy altos en el mercado de coleccionistas.

## Historia
El vidrio de carnaval tiene su origen en un vidrio llamado "Iridill", producido a partir de 1908 por la Fenton Art Glass Company (fundada en 1905). Iridill se inspiraba en el vidrio artístico soplado de fabricantes como Tiffany y Steuben, pero no se vendió a los elevados precios previstos y posteriormente se rebajó. Después de estas rebajas, las piezas de Iridill se utilizaban como premios de feria.
El iridill se hizo popular y muy rentable para Fenton, que produjo muchos tipos diferentes de artículos con este acabado, en más de 150 modelos. Fenton mantuvo su posición de mayor fabricante y fue uno de los pocos fabricantes que utilizó una base de vidrio de color rojo para su vidrio de carnaval. Después de que el interés disminuyera a finales de la década de 1920, Fenton dejó de producir vidrio de carnaval durante muchos años. En años más recientes, debido a un resurgimiento del interés, Fenton reinició la producción de vidrio de carnaval hasta su cierre en 2007.
La mayor parte del vidrio de carnaval estadounidense se fabricó antes de 1925, con una producción en claro declive después de 1931. Una parte importante de la producción continuó fuera de los EE. UU. durante los años de la depresión de principios de la década de 1930, disminuyendo muy poco en la década de 1940.
A menudo se utilizaban los mismos moldes para producir vidrio de color claro y transparente, así como versiones de carnaval, por lo que los productores podían cambiar fácilmente la producción entre estos acabados en función de la demanda.

## Variaciones

### Colores
El vidrio de carnaval se fabricaba en una amplia gama de colores, matices, combinaciones de colores y variantes. Se han clasificado formalmente más de cincuenta. Estas clasificaciones no se basan en los colores superficiales, que pueden ser aún más variados, sino en los colores "de base" del vidrio antes de la aplicación de las sales minerales iridizantes.
Para determinar el color de base, se busca una zona del objeto en la que no se hayan aplicado sales minerales (a menudo la base) y se expone el objeto a la luz de forma que se pueda ver a través de ella la zona en cuestión. Esto suele ser bastante fácil de hacer, pero aun así puede ser difícil para los inexpertos diferenciar el color base exacto entre las muchas posibilidades, ya que a menudo sólo hay diferencias y variaciones sutiles.
Los tonos superficiales finales (tras el dopaje) también varían en función de la profundidad del color de base, así como de los tratamientos especiales y del tipo y cantidad de sales utilizadas. Esta última variable provocó variaciones significativas, incluso entre lotes de lo que debería haber sido esencialmente el mismo color o gama de colores. Esto ocurría con mayor frecuencia en la producción temprana, pero hasta tal punto que los coleccionistas ahora diferencian entre estos artículos, describiendo el grado de iridiscencia que muestran.
El color más popular del vidrio de carnaval es el que los coleccionistas denominan "caléndula", aunque este nombre no se utilizaba en aquella época. La caléndula tiene una base de vidrio transparente y es el color de carnaval más fácilmente reconocible. Los colores finales de la superficie de la caléndula son en su mayoría de un dorado anaranjado brillante que puede tornarse cobrizo, con pequeñas zonas que muestran reflejos arco iris o "mancha de aceite". Los reflejos aparecen sobre todo en las crestas del dibujo y varían en intensidad según la luz.
El vidrio de carnaval caléndula es el color más frecuente y, en general, tiene precios más bajos en el mercado de coleccionistas. Sin embargo, las variantes de la caléndula, como las basadas en la "piedra lunar", un blanco translúcido, y el "cristal de leche", una base blanca opaca, pueden ser más codiciadas. Otros colores base son la amatista, un púrpura rojizo, el azul, el verde, el rojo y el ámbar. Estos colores básicos se distinguen a su vez por el tono, la profundidad del color, las combinaciones de colores como la "ámbarina", los dibujos de colores como la "escoria", los tratamientos especiales como el "opalescente" y, por último, la luminiscencia como la que desprende el "vidrio de vaselina" o el "vidrio de uranio" bajo la luz ultravioleta (luz negra).

### Formas
El vidrio de carnaval se producía en una gran variedad de artículos, desde los utilitarios hasta los puramente decorativos. Incluso dentro de un mismo grupo de objetos se puede encontrar una gran variedad de formas, con variaciones adicionales en los bordes y las bases, así como diferentes tratamientos de la forma básica cuando aún era maleable recién salida del molde. Por ejemplo, de tres piezas procedentes del mismo molde, una podía dejarse tal cual, otra doblarse hacia dentro y la tercera abrirse hacia fuera. El estilo de los bordes variaba, desde los lisos hasta los con volutas después del moldeado, o los de corteza de pastel, con surcos o en forma de bala, como parte del patrón del molde.
Los artículos básicos que se producían eran cuencos, platos, jarrones, jarras y vasos, pero también se fabricaban muchos otros artículos de vajilla más especializados. Entre ellos se encontraban grandes piezas centrales, como jardineras y cuencos flotantes,así como objetos útiles más pequeños, como mantequeras, jarrones para apio y vinagreras. En menor número y con menos frecuencia se encuentran objetos relacionados con la iluminación o el tabaquismo y otros diseñados únicamente para ser exhibidos como adornos, como esculturas o estatuillas.

### Patrones

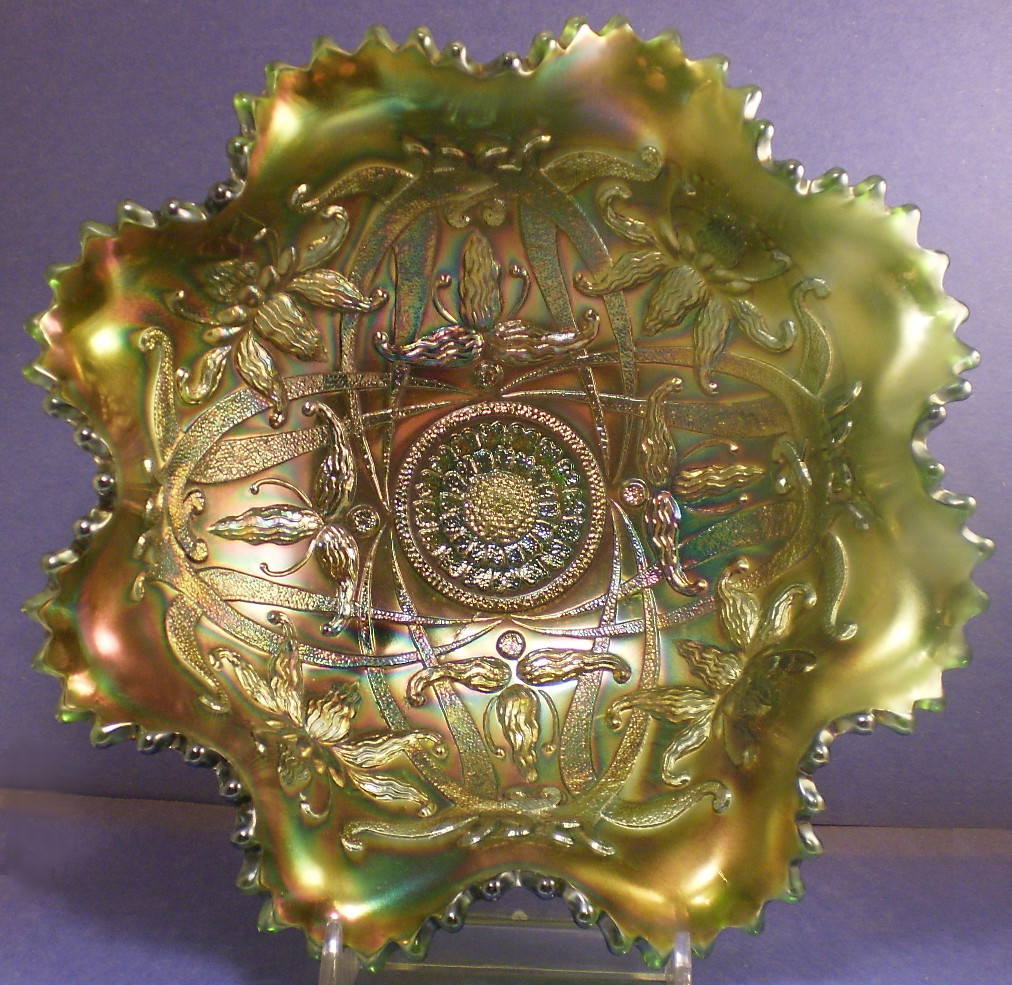
Ejemplo de cuenco verde Northwood Wishbone.

Las empresas Fenton, Northwood, Imperial, Millersburg, Westmoreland (que también empezó a producir en 1908), Dugan/Diamond, Cambridge y U.S. Glass, así como muchos otros fabricantes más pequeños, produjeron vidrio de carnaval en grandes cantidades en Estados Unidos. La competencia llegó a ser tan feroz que continuamente se desarrollaban nuevos modelos, por lo que cada empresa acabó fabricando una amplia gama de modelos de la mayoría de los tipos, hasta formar una panoplia de opciones. Con la venta de piezas de muestra a los feriantes, se esperaba que el ganador adquiriera otros artículos del mismo modelo o de un modelo similar. También se traían "blancs" de vidrio prensado que eran iridizados por terceros.
Fabricantes no estadounidenses diseñaron y fabricaron modelos de vidrio de carnaval diferentes y, en muchos casos, muy característicos, sobre todo Crown Crystal de Australia, famosa ahora por representar en su vidrio la fauna y flora características de ese continente. Sowerby (Inglaterra) destaca por el uso de piezas con figuras de cisnes, gallinas y delfines en acabado de carnaval, así como piezas con partes figuradas, como patas con figuras de pájaros. Hay incluso un barco figurado. De su producción no figurativa, los motivos "African Shield", "King James" y "Drape", fuertes, atrevidos y fácilmente reconocibles, proporcionan un buen lienzo para los brillantes colores de carnaval.
La producción alemana de carnaval estuvo dominada por la cristalería Brockwitz, con motivos principalmente geométricos inspirados en el vidrio tallado. Otros grandes fabricantes europeos son Inwald (Checoslovaquia), Eda glasbruk (Suecia) y Riihimäki (Finlandia). También en estos casos se produjeron estilos de vidrio tallado y geometrías sencillas con algunos motivos florales. Sin embargo, los motivos más característicos de la Europa continental son probablemente los de estilo similar "Classic Arts" y "Egyptian Queen", producidos por la fábrica checa Rindskopf, que presentan bandas tintadas de figuras sobre una forma geométrica muy simple en un color caléndula muy uniforme.
En otras partes del mundo destacan la empresa argentina Cristalerias Rigolleau, por sus innovadores y distintivos ceniceros, y Cristalerias Piccardo, por su deseable jarrón "Cola de pavo real enjoyada". Por último, no podemos dejar de mencionar a la empresa india Jain, que destaca por sus distintivas secciones con figuras de elefantes, peces y manos incorporadas al cuerpo de jarrones en forma de trompeta y por sus deseables y muy complejos jarrones de diosas.

## Mercado del coleccionismo
El vidrio de carnaval es muy coleccionable. Los precios varían mucho: algunas piezas valen muy poco, mientras que otras, poco comunes, alcanzan los miles de dólares. Es fácil encontrar ejemplos de vidrio de carnaval en anticuarios y en eBay.
La identificación del vidrio de carnaval suele ser difícil. Muchos fabricantes no incluían la marca del fabricante en sus productos, y algunos sólo lo hacían durante parte del tiempo en que producían el vidrio. Para identificar el vidrio de carnaval es necesario cotejar los diseños, colores, brillo, bordes, grosor y otros factores de los catálogos comerciales de fabricantes antiguos, otros ejemplos conocidos u otro material de referencia. Dado que muchos fabricantes producían copias muy parecidas de los modelos populares de sus rivales, la identificación del vidrio de carnaval puede resultar complicada incluso para un experto.